# Legends (antologia)
Legends (Legends: Short Novels by the Masters of Modern Fantasy, letteralmente "Leggende: Romanzi brevi dei maestri del fantasy moderno") è un'antologia di novelle di genere fantasy curata dal romanziere e critico Robert Silverberg e pubblicata negli Stati Uniti da Tor Books e nel Regno Unito da Voyager Books (una sussidiaria di HarperCollins) nel 1998.. È stata tradotta in italiano per la prima e unica volta da Sperling & Kupfer, divisa in due tomi sottotitolati Primo Volume e Secondo Volume e apparsi come uscite n. 8 e n. 9 della collana I libri di mezzanotte fra 2001 e 2002.

## Contenuti
Il volume comprende undici testi inediti di lunghezza compresa fra racconto lungo e romanzo breve, composti ciascuno da un diverso scrittore e afferenti a saghe narrative preesistenti, di cui costituiscono episodi semiautonomi; ogni racconto è preceduto da un'introduzione di Silverberg (quasi tutte corredate da illustrazioni di artisti vari) in cui il curatore presenta il mondo immaginario in cui si svolge ciascuna serie. A livello stilistico, un terzo dell'antologia propone testi high fantasy di ispirazione tolkieniana composti da Robert Jordan, Terry Goodkind, Tad Williams e Raymond E. Feist, ai quali  può essere accostata anche la novella di Ursula K. Le Guin (che però approccia il modello da una prospettiva stilisica New Wave); gli scritti di Anne McCaffrey e Robert Silverberg stesso sono invece ascrivibili al sottogenere science fantasy, mentre i racconti di Stephen King, Orson Scott Card, Terry Pratchett e George R.R. Martin ricadono rispettivamente nel dark fantasy, nel fantasy storico, nel fantasy comico e nell'heroic fantasy.
I racconti sono qui elencati nell'ordine adottato nella prima traduzione italiana divisa in due tomi, che differisce sia da quello dell'edizione britannica sia da quello della versione statunitense; per ogni testo, si indica nel corpo dell'articolo la sua collocazione cronologica nel rispettivo ciclo, e in nota l'eventuale ripubblicazione o come volume singolo o entro un'antologia personale dell'autore. Le traduzioni italiane sono opera per metà di Francesco Foggia (l'introduzione generale e i racconti di King, Silverberg, Le Guin, McCaffrey, Williams e Martin con relativi paratesti) e per l'altra metà di Marina Deppisch (i racconti di Pratchett, Goodkind, Card, Feist e Jordan con relativi paratesti).

### Primo Volume
- «Introduzione» («Introduction») di Robert Silverberg
- «La Torre Nera» («The Dark Tower»)
- Le Piccole Sorelle di Eluria (The Little Sisters of Eluria) di Stephen King. Antefatto al romanzo L'ultimo cavaliere[4].
- «Majipoor» («Majipoor»)
- Il settimo santuario (The Seventh Shrine) di Robert Silverberg. Testo autoconclusivo entro l'universo di Majipoor[5].
- «Earthsea» («Earthsea»)
- Dragonfly (Dragonfly) di Ursula K. Le Guin. Antefatto al romanzo I venti di Earthsea[6].
- «Pern» («Pern»)
- La messaggera di Pern (Runner of Pern) di Anne McCaffrey. Prequel all'esalogia originale dei Dragonieri di Pern[7].

### Secondo Volume
- «Introduzione» di Robert Silverberg
- «Mondo Disco» («Discworld»)
- "Il mare e i pesci piccoli" ("The Sea and Little Fishes") di Terry Pratchett. Testo autoconclusivo entro l'universo del Mondo Disco[8].
- «La spada della verità» («The Sword of Truth»)
- Debito di ossa di Terry Goodkind. Antefatto al romanzo La prima regola del mago[9].
- «La saga di Alvin Maker (il Creatore)» («Tales of Alvin Maker»)
- "L'uomo sorridente" ("Grinning Man") di Orson Scott Card. Testo midquel di collocazione incerta entro l'esalogia principale di Alvin Maker[10].
- «Ciclo delle Spade» («Memory, Sorrow & Thorn»)
- "L'uomo tra le fiamme" ("The Burning Man") di Tad Williams. Antefatto alla trilogia delle Spade entro l'universo di Osten Ard[11].
- «Cronache del ghiaccio e del fuoco» («A Song of Ice and Fire»)
- Il cavaliere errante. Una storia dei Sette Regni (The Hedge Knight) di George R.R. Martin. Primo episodio della saga di Dunk ed Egg, prequel all'eptalogia principale delle Cronache del ghiaccio e del fuoco[12].
- «La saga di Riftwar» («The Riftwar Saga»)
- "Il ragazzo della legna. Un racconto dalla Riftwar" ("The Wood Boy") di Raymond E. Feist. Testo autoconclusivo di collocazione incerta entro l'universo della Riftwar[11].
- «La Ruota del Tempo» («The Wheel of Time»)
- Nuova Primavera (New Spring) di Robert Jordan. Antefatto al romanzo L'occhio del mondo[13].

## Prosecuzione
L'antologia ha avuto un seguito intitolato Legends II e pubblicato sempre da Tor Books e HarperCollins nel 2003; inoltre, Silverberg ha curato per i medesimi editori un'analoga antologia di novelle di fantascienza intitolata Universi lontani (Far Horizons, 1999).

## Riconoscimenti
Legends ha vinto il Locus Award per la migliore antologia nel 1999.